# Сосиедаде Еспортива Палмейрас
Сосиедаде Ешпортива Палмейрас, кратък вариант Палмейрас (на португалски: Sociedade Esportiva Palmeiras) е футболен отбор от Сао Пауло, Бразилия. Той е рекордьор в първенството на Бразилия с 12 шампионски титли.
Основан е на 26 август 1914 г., като първоначално носи името „Палестра Италия“. Клубът сменя името си на Сосиедаде Ешпортива „Палмейрас“ на 14 септември 1942 г.

## История
„Палмейрас“ е създаден от италиански говорещата общност в Сао Пауло. Първоначалните цветове на клуба са еднакви със знамето на Италия.
Клубът сменя името си по време на Втората световна война. Много други бразилски футболни тимове, които са създадени от чужденци и притежават елементи от друга държава, сменят името си точно през този период. Само гербът на клуба остава почти същият – буква Р на облеклото на футболистите.
Друг бразилски клуб, който е носел името „Палестра Италия“, е Крузейро Ешпорте Клубе от Белу Оризонте.

## Успехи

### Национални
- Кампеонато Бразилейро Серия А (12): 1960, 1967 (Купа на Бразилия), 1967 (Турнир Роберто Гомес Педроса), 1969, 1972, 1973, 1993, 1994, 2016, 2018, 2022, 2023
- Копа до Бразил (4): 1998, 2012, 2015, 2020
- Суперкопа до Бразил (1): 2023
- Кампеонато Бразилейро Серия Б (2): 2003, 2013
- Кампеонато Паулища (25): 1920, 1926, 1926 (доп.), 1927, 1932, 1933, 1934, 1936, 1938 (доп.), 1940, 1942, 1944, 1947, 1950, 1959 (супер-шампионат), 1963, 1966, 1972, 1974, 1976, 1993, 1994, 1996, 2008, 2020, 2022, 2023

### Международни
- Копа Либертадорес (3): 1999, 2020, 2021
- Купа Рио (1): 1951
- Копа Меркосур (1): 1998
- Рекупа на Южна Америка (1): 2022

### Други
- Купа на шампионите (Copa dos Campeões): 2000
- Турнир Рио-Сао Пауло – 5: 1933, 1951, 1965, 1993, 2000
- Купа Бело Оризонте за младежи (Taça Belo Horizonte de Juniores): 1998, 2002.
- Първенство на щата Сау Пауло за жени (Campeonato Paulista Feminino de Futebol): 2000.
- Суперкупа на щата Сау Пауло за младежи (Super Copa São Paulo de Juniores): 1995.
- Турнир (Torneio) Maria Quitéria: 1997.
- Ramon de Carranza (Испания): 1969, 1974, 1975.
- Naranja Cup (Испания): 1995

## Известни играчи
Списъкът на най-известните играчи на Палмейрас е съставен според раздела „Идоли“ на официалния сайт на клуба. ,
- Адемир да Гия (16 год., 902 мача, 153 гола; СТ 1972, ШБ 1972, 1974; КБ 1967)
- Вава (142 мача, 71 гола; 2 СП, СШ 1958, 1962)
- Валдемар Карабина (12 год., 595 мача, 9 гола)
- Валдемар Фюме (17 год., 620 мача, 27 гола)
- Валдир де Мораес (8 год., 482 мача, 75 гола; ШБ 1960, 1967, 1967; ШПА 1956)
- Джалма Сантош (9 год., 502 мача, 10 гола; ШБ 1967, КБ 1960, 1967; 4 СП, СШ 1958, 1962; НСП 1954, 1958, 1962; ШПА 1952)
- Джалминя (ЗТБ 1996, КА 1997)
- Дуду (12 год., 615 мача, 25 гола; ШБ 1967, 1967, 1972, 1973)
- Едмилсон (СШ 2002)
- Едмундо (3 год., 89 мача, 34 гола; ШБ 1993, 1994; КА 1997)
- Еду Бала (8 год., 482 мача, 75 гола; ШБ 1969, 1972, 1973)
- Eдуардо Жорже де Лима (16 год., 467 мача, 148 гола)
- Eдуардо Родригес (8 год., 443 мача, 61 гола; ЗТБ 2018; СТ 2016, 2017, 2018; ШБ 2016, 2018; КБ 2015; КЛ 2020, 2021)
- Емерсон Леао (12 год., 621 мача; 4 СП, СШ 1970; СБ 1972)
- Жозе Алтафини (3 год., 35 мача, 55 гола; 2 СП, СШ 1958)
- Жуниор (4 год., 98 мача, 3 гола; 2 СП, СШ 2002)
- Зиньо (СШ 1994, 5 ШБ)
- Зекиня (10 год., 417 мача, 16 гола; СШ 1962, ШПА 1963)
- Кафу (167 мача, 9 гола; 4 СП; СШ 1994, 2002)
- Луизиньо (163 мача, 123 гола)
- Луис Перейра (10 год., 164 мача, 10 гола; СП 1974)
- Маркош (19 год., 533 мача; СП 2002, ККФ 2005, КА 1999)
- Мазиньо (2 год., 20 мача; СШ 1994, КА 1989)
- Моцарт Сантос
- Ней (8 год., 490 мача, 71 гола; ШБ 1972, 1973)
- Обердан (14 год., 351 мача)
- Ривалдо (2 год., 104 мача, 53 гола; ЗТБ 1997, СТ 1993, 1994; ЗТ 1999; ШБ 1994, КБ 1996; 2 СП, СШ 2002; ККФ 1997, КА 1999)
- Роберто Карлош (2 год., 44 мача, 3 гола; 2 СП, СШ 2002; ККФ 1997; КА 1997, 1999)
- Роке Жуниор (5 год., 65 мача, 2 гола, СТ и КЛ 1999; СШ 2002, ККФ 2005)
- Сезар Сампайо (4 год., 404 мача, 25 гола; КА и ККФ 1997; ЗТБ и СТ 1990, 1993)
- Флавио Консейсан (3 год., 103 мача, 5 гола; ШБ 1993, 1994; ККФ 1997; КА 1997, 1999)

В скоби са отбелязани: играни години, мачове и голове за отбора, КЛ - Копа Либертадорес, ШБ - шампион на Бразилия с отбора, КБ - купа на Бразилия с отбора; ЗТ - Златна топка, ЗТБ - Златна топка на Бразилия, СТ - Сребърна топка за най-добър играч на поста си в бразилското първенство; СП - световни първенства, СШ - световен шампион с Бразилия, НСП - най-добър играч на поста си на световно първенство, ККФ - Купа на конфедерациите, КА - Купа на Америка, ШПА - шампион на Америка на Панамериканските игри. Изписаните с удебелен шрифт продължават да играят.

## Прочути треньори
- Луиш Фелипе Сколари
- Вандерлей Люксембурго
- Освалдо Брандао
- Филипо Нунес
- Емерсон Леао